# Loubers
Loubers (en occitan Lobèrs) est une commune française située dans le nord-ouest du département du Tarn, en région Occitanie. Sur le plan historique et culturel, la commune est dans le Gaillacois, un pays qui doit sa notoriété à la qualité de ses vins.
Exposée à un climat océanique altéré, elle est drainée par le ruisseau de Marines et par un autre cours d'eau. La commune possède un patrimoine naturel remarquable composé d'une zone naturelle d'intérêt écologique, faunistique et floristique.
Loubers est une commune rurale qui compte 94 habitants en 2022, après avoir connu un pic de population de 283 habitants en 1851.  Elle fait partie de l'aire d'attraction d'Albi. Ses habitants sont appelés les Loubersois ou  Loubersoises.

## Géographie

### Communes limitrophes
Loubers est limitrophe de six autres communes.
Les communes limitrophes sont  Alos, Amarens, Cahuzac-sur-Vère, Frausseilles, Itzac et Vindrac-Alayrac.
|       | Vindrac-Alayrac  |              |
| Itzac | Loubers          | Amarens      |
| Alos  | Cahuzac-sur-Vère | Frausseilles |

### Hydrographie
La commune est dans le bassin de la Garonne, au sein du bassin hydrographique Adour-Garonne. Elle est drainée par le ruisseau de Marines et par un petit cours d'eau, qui constituent un réseau hydrographique de 2 km de longueur totale,.

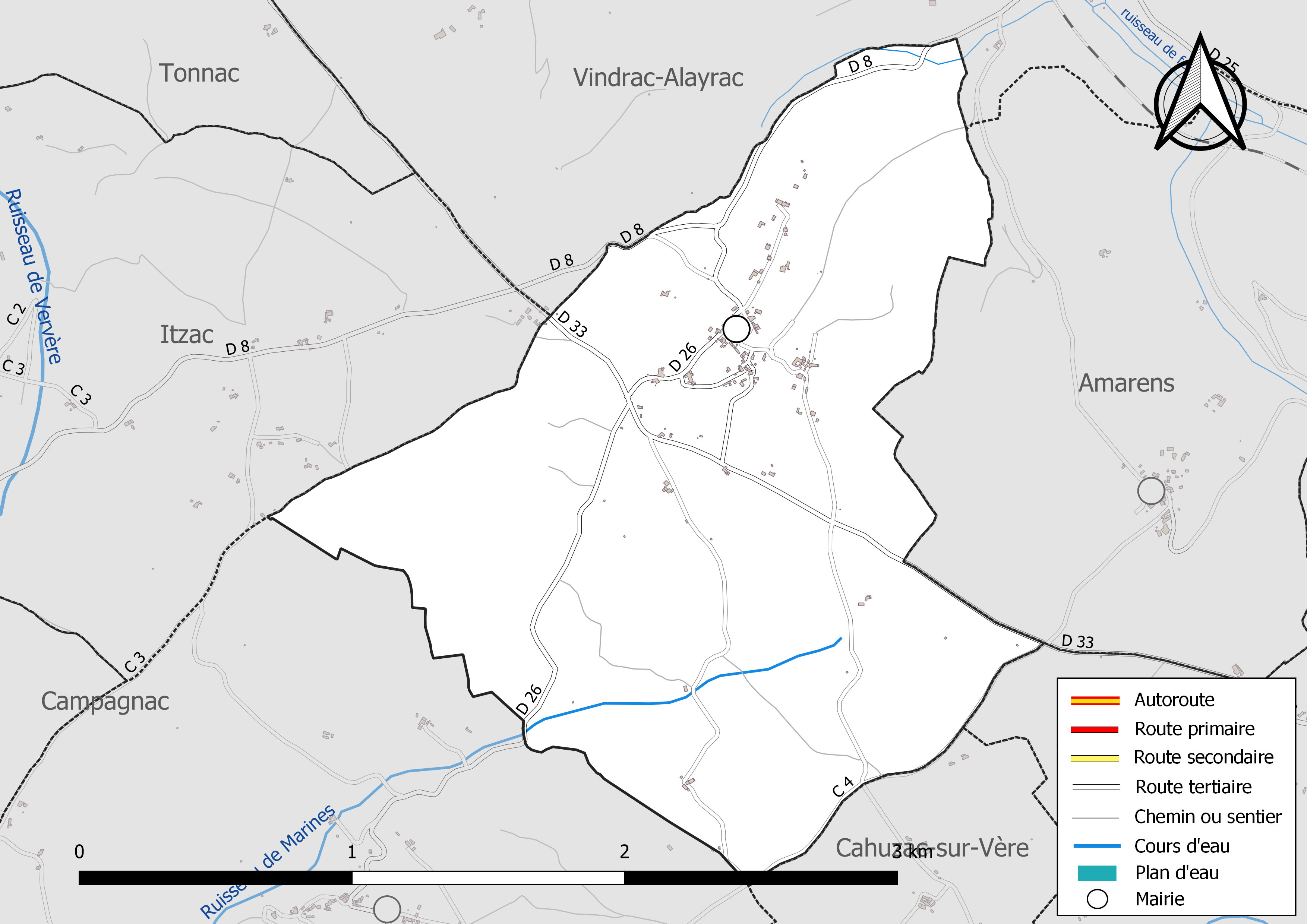
Réseaux hydrographique et routier de Loubers.

### Climat
Pour des articles plus généraux, voir Climat de l'Occitanie et Climat du Tarn.
En 2010, le climat de la commune est de type climat méditerranéen altéré, selon une étude du Centre national de la recherche scientifique s'appuyant sur une série de données couvrant la période 1971-2000. En 2020, Météo-France publie une typologie des climats de la France métropolitaine dans laquelle la commune est exposée à un climat océanique altéré et est dans la région climatique Aquitaine, Gascogne, caractérisée par une pluviométrie abondante au printemps, modérée en automne, un faible ensoleillement au printemps, un été chaud (19,5 °C), des vents faibles, des brouillards fréquents en automne et en hiver et des orages fréquents en été (15 à 20 jours).
Pour la période 1971-2000, la température annuelle moyenne est de 12,8 °C, avec une amplitude thermique annuelle de 15,9 °C. Le cumul annuel moyen de précipitations est de 885 mm, avec 9,8 jours de précipitations en janvier et 5,7 jours en juillet. Pour la période 1991-2020, la température moyenne annuelle observée sur la station météorologique de Météo-France la plus proche, « Puycelsi », sur la commune de Puycelsi à 16 km à vol d'oiseau, est de 13,2 °C et le cumul annuel moyen de précipitations est de 740,4 mm. 
La température maximale relevée sur cette station est de 41,9 °C, atteinte le 24 août 2023 ; la température minimale est de −11,7 °C, atteinte le 8 février 2012,,.
Les paramètres climatiques de la commune ont été estimés pour le milieu du siècle (2041-2070) selon différents scénarios d'émission de gaz à effet de serre à partir des nouvelles projections climatiques de référence DRIAS-2020. Ils sont consultables sur un site dédié publié par Météo-France en novembre 2022.

### Milieux naturels et biodiversité

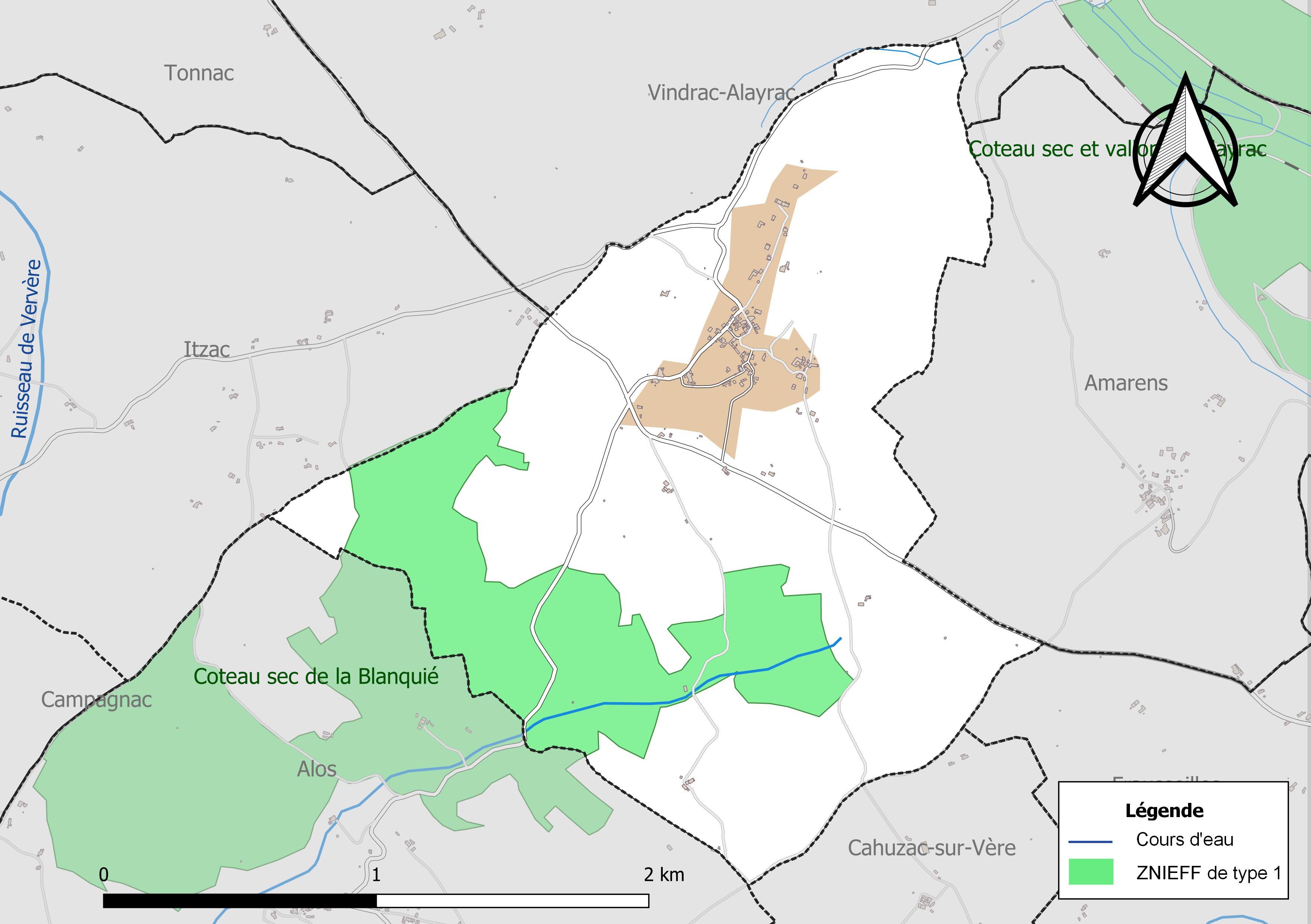
Carte de la ZNIEFF de type 1 localisée sur la commune.

L’inventaire des zones naturelles d'intérêt écologique, faunistique et floristique (ZNIEFF) a pour objectif de réaliser une couverture des zones les plus intéressantes sur le plan écologique, essentiellement dans la perspective d’améliorer la connaissance du patrimoine naturel national et de fournir aux différents décideurs un outil d’aide à la prise en compte de l’environnement dans l’aménagement du territoire.
Une ZNIEFF de type 1 est recensée sur la commune :
le « coteau sec de la Blanquié » (209 ha), couvrant 3 communes du département.

## Urbanisme

### Typologie
Au 1er janvier 2024, Loubers est catégorisée commune rurale à habitat très dispersé, selon la nouvelle grille communale de densité à sept niveaux définie par l'Insee en 2022.
Elle est située hors unité urbaine. Par ailleurs la commune fait partie de l'aire d'attraction d'Albi, dont elle est une commune de la couronne,. Cette aire, qui regroupe 91 communes, est catégorisée dans les aires de 50 000 à moins de 200 000 habitants,.

### Occupation des sols
L'occupation des sols de la commune, telle qu'elle ressort de la base de données européenne d’occupation biophysique des sols Corine Land Cover (CLC), est marquée par l'importance des territoires agricoles (79,4 % en 2018), en diminution par rapport à 1990 (86,2 %). La répartition détaillée en 2018 est la suivante : 
zones agricoles hétérogènes (61,9 %), terres arables (12,6 %), forêts (8 %), zones urbanisées (7,2 %), milieux à végétation arbustive et/ou herbacée (5,4 %), cultures permanentes (5 %). L'évolution de l’occupation des sols de la commune et de ses infrastructures peut être observée sur les différentes représentations cartographiques du territoire : la carte de Cassini (XVIIIe siècle), la carte d'état-major (1820-1866) et les cartes ou photos aériennes de l'IGN pour la période actuelle (1950 à aujourd'hui).

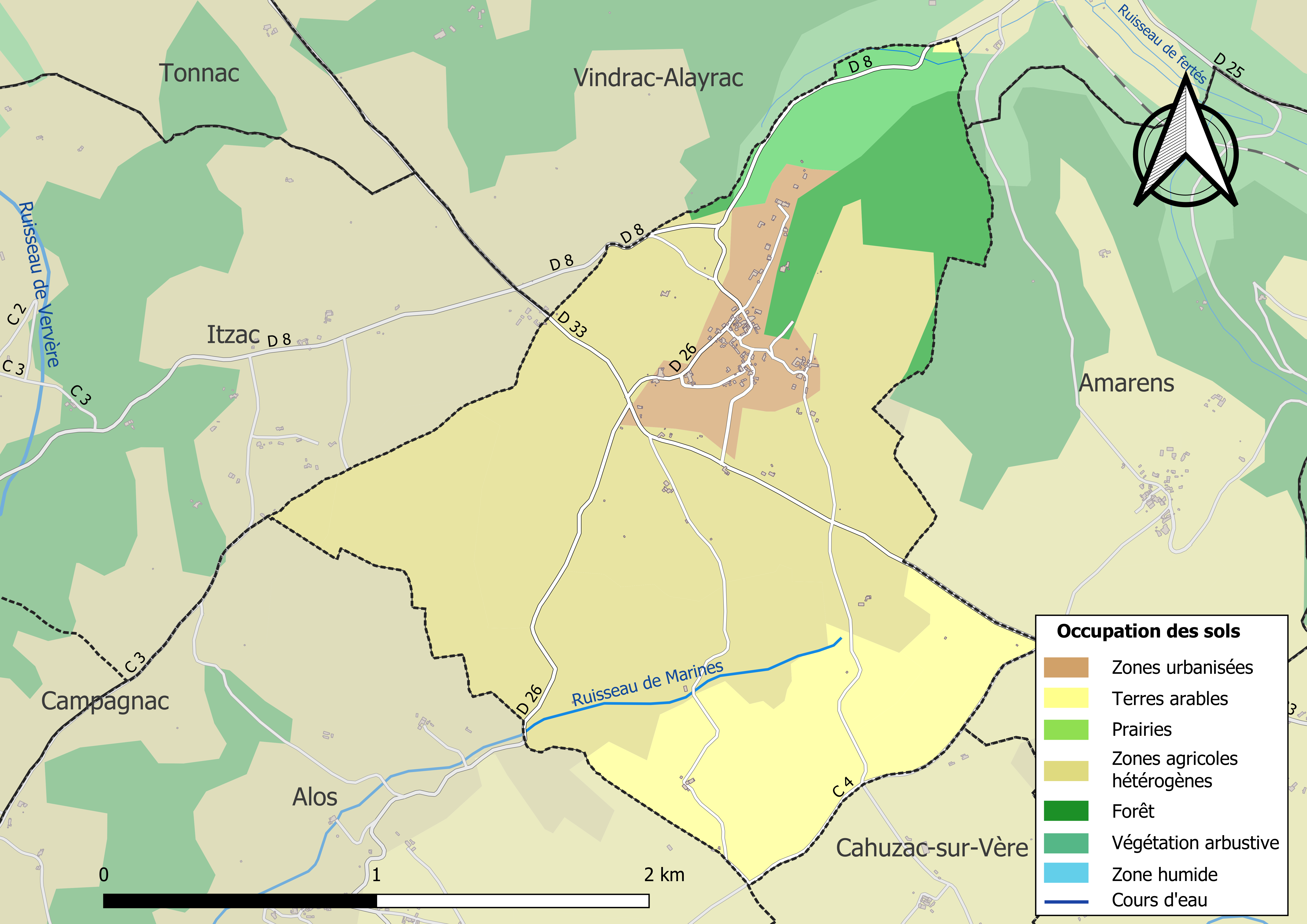
Carte des infrastructures et de l'occupation des sols de la commune en 2018 (CLC).

### Risques majeurs
Le territoire de la commune de Loubers est vulnérable à différents aléas naturels : météorologiques (tempête, orage, neige, grand froid, canicule ou sécheresse), mouvements de terrains et séisme (sismicité très faible). Il est également exposé à un risque technologique,  le transport de matières dangereuses. Un site publié par le BRGM permet d'évaluer simplement et rapidement les risques d'un bien localisé soit par son adresse soit par le numéro de sa parcelle.

#### Risques naturels
Loubers est exposée au risque de feu de forêt. En 2022, il n'existe pas de Plan de Prévention des Risques incendie de forêt (PPRif). Le débroussaillement aux abords des maisons constitue l’une des meilleures protections pour les particuliers contre le feu,.

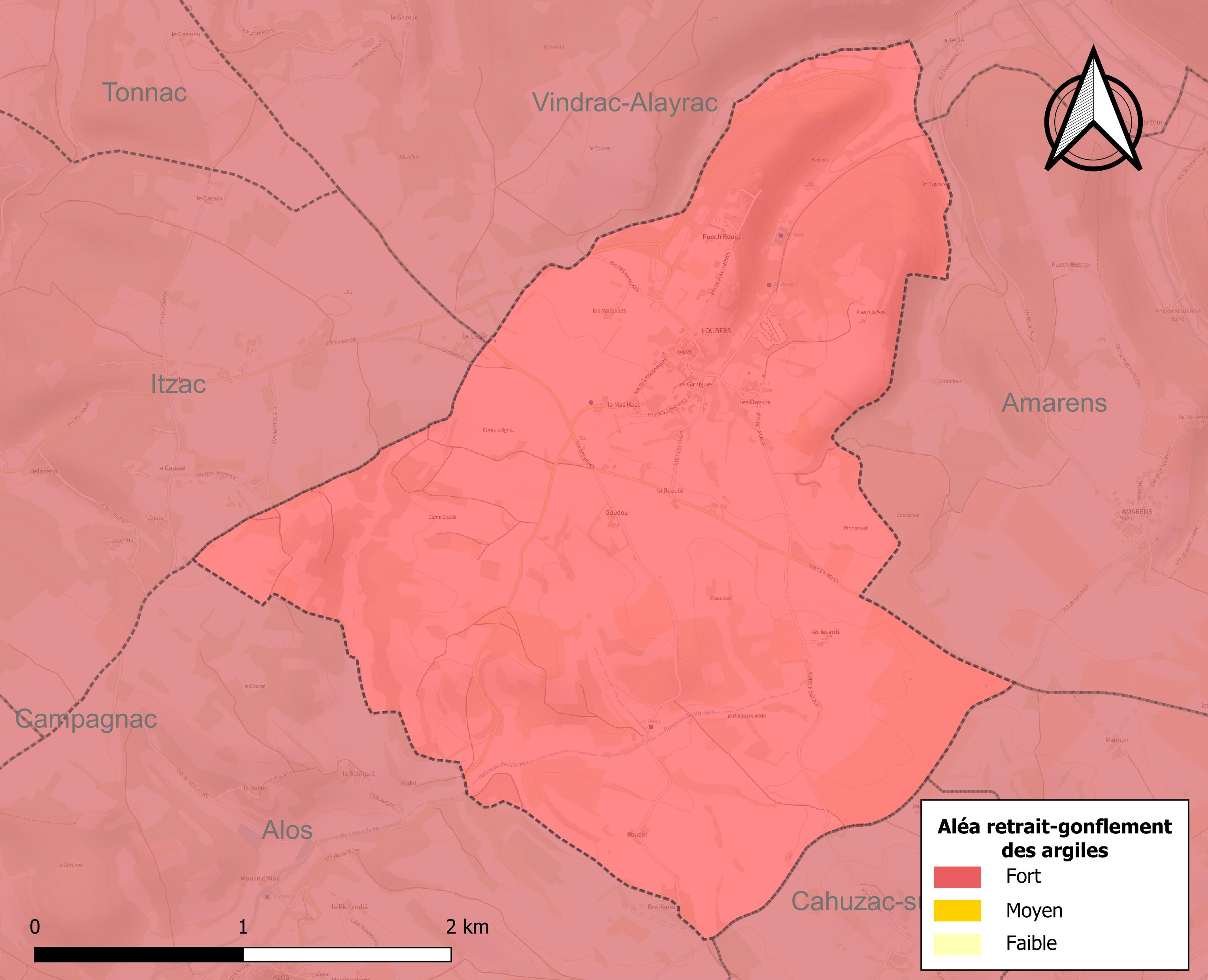
Carte des zones d'aléa retrait-gonflement des sols argileux de Loubers.

La commune est vulnérable au risque de mouvements de terrains constitué principalement du retrait-gonflement des sols argileux. Cet aléa est susceptible d'engendrer des dommages importants aux bâtiments en cas d’alternance de périodes de sécheresse et de pluie. La totalité de la commune est en aléa moyen ou fort (76,3 % au niveau départemental et 48,5 % au niveau national). Sur les 59 bâtiments dénombrés sur la commune en 2019, 59 sont en aléa moyen ou fort, soit 100 %, à comparer aux 90 % au niveau départemental et 54 % au niveau national. Une cartographie de l'exposition du territoire national au retrait gonflement des sols argileux est disponible sur le site du BRGM,.
Par ailleurs, afin de mieux appréhender le risque d’affaissement de terrain, l'inventaire national des cavités souterraines permet de localiser celles situées sur la commune.
La commune a été reconnue en état de catastrophe naturelle au titre des dommages causés par les inondations et coulées de boue survenues en 1982.

#### Risques technologiques
Le risque de transport de matières dangereuses sur la commune est lié à sa traversée par des infrastructures routières ou ferroviaires importantes ou la présence d'une canalisation de transport d'hydrocarbures. Un accident se produisant sur de telles infrastructures est susceptible d’avoir des effets graves sur les biens, les personnes ou l'environnement, selon la nature du matériau transporté. Des dispositions d’urbanisme peuvent être préconisées en conséquence.

## Histoire
Aux XIIe et XIIIe siècles, plusieurs seigneurs laïques levaient la dîme à Loubers.
Au XIVe siècle, les habitants de Loubers payaient un droit de pesade au roi de France et à l'évêque d'Albi.
Pendant les guerres de religion, le village est ruiné par les protestants en 1574.
En 1590, le capitaine de compagnie Jean de Guerin défend le village avec succès contre les ennemis du roi.
Le village était fortifié par des fossés et une enceinte de mur.

## Politique et administration
| Période                                  | Période  | Identité      | Étiquette | Qualité |
| ---------------------------------------- | -------- | ------------- | --------- | ------- |
| avant 1995                               | ?        | Léon Alibert  | DVD       |         |
| mars 2001                                | En cours | Claude Geniey |           |         |
| Les données manquantes sont à compléter. |          |               |           |         |

Le 1er janvier 2022, elle quitte la communauté d'agglomération Gaillac Graulhet Agglomération pour la communauté de communes du Cordais et du Causse.

## Démographie
L'évolution du nombre d'habitants est connue à travers les recensements de la population effectués dans la commune depuis 1793. Pour les communes de moins de 10 000 habitants, une enquête de recensement portant sur toute la population est réalisée tous les cinq ans, les populations de référence des années intermédiaires étant quant à elles estimées par interpolation ou extrapolation. Pour la commune, le premier recensement exhaustif entrant dans le cadre du nouveau dispositif a été réalisé en 2006.

En 2022, la commune comptait 94 habitants, en évolution de +20,51 % par rapport à 2016 (Tarn : +2,52 %, France hors Mayotte : +2,11 %).
| 1793 | 1800 | 1806 | 1821 | 1831 | 1836 | 1841 | 1846 | 1851 |
| ---- | ---- | ---- | ---- | ---- | ---- | ---- | ---- | ---- |
| 216  | 198  | 218  | 257  | 279  | 281  | 277  | 225  | 283  |

| 1856 | 1861 | 1866 | 1872 | 1876 | 1881 | 1886 | 1891 | 1896 |
| ---- | ---- | ---- | ---- | ---- | ---- | ---- | ---- | ---- |
| 271  | 265  | 239  | 221  | 221  | 211  | 194  | 188  | 181  |

| 1901 | 1906 | 1911 | 1921 | 1926 | 1931 | 1936 | 1946 | 1954 |
| ---- | ---- | ---- | ---- | ---- | ---- | ---- | ---- | ---- |
| 169  | 155  | 156  | 129  | 129  | 136  | 138  | 109  | 100  |

| 1962 | 1968 | 1975 | 1982 | 1990 | 1999 | 2006 | 2011 | 2016 |
| ---- | ---- | ---- | ---- | ---- | ---- | ---- | ---- | ---- |
| 87   | 90   | 80   | 88   | 72   | 79   | 91   | 92   | 78   |

| 2021 | 2022 | - | - | - | - | - | - | - |
| ---- | ---- | - | - | - | - | - | - | - |
| 88   | 94   | - | - | - | - | - | - | - |

## Économie

### Emploi
|                | 2008   | 2013  | 2018  |
| -------------- | ------ | ----- | ----- |
| Commune        | 10,4 % | 4,1 % | 2,3 % |
| Département    | 8,2 %  | 9,9 % | 10 %  |
| France entière | 8,3 %  | 10 %  | 10 %  |

En 2018, la population âgée de 15 à 64 ans s'élève à 43 personnes, parmi lesquelles on compte 79,5 % d'actifs (77,3 % ayant un emploi et 2,3 % de chômeurs) et 20,5 % d'inactifs,. En  2018, le taux de chômage communal (au sens du recensement) des 15-64 ans est inférieur à celui de la France et du département, alors qu'en 2008 la situation était inverse.
La commune fait partie de la couronne de l'aire d'attraction d'Albi, du fait qu'au moins 15 % des actifs travaillent dans le pôle,. Elle compte 14 emplois en 2018, contre 13 en 2013 et 13 en 2008. Le nombre d'actifs ayant un emploi résidant dans la commune est de 35, soit un indicateur de concentration d'emploi de 40,1 % et un taux d'activité parmi les 15 ans ou plus de 55,4 %.
Sur ces 35 actifs de 15 ans ou plus ayant un emploi, 12 travaillent dans la commune, soit 34 % des habitants. Pour se rendre au travail, 82,9 % des habitants utilisent un véhicule personnel ou de fonction à quatre roues, 2,9 % les transports en commun et 14,3 % n'ont pas besoin de transport (travail au domicile).

### Activités hors agriculture
8 établissements sont implantés  à Loubers au 31 décembre 2019.
Le secteur du commerce de gros et de détail, des transports, de l'hébergement et de la restauration est prépondérant sur la commune puisqu'il représente 50 % du nombre total d'établissements de la commune (4 sur les 8 entreprises implantées  à Loubers), contre 26,7 % au niveau départemental.

### Agriculture
|               | 1988 | 2000 | 2010 | 2020 |
| ------------- | ---- | ---- | ---- | ---- |
| Exploitations | 12   | 8    | 8    | 5    |
| SAU (ha)      | 340  | 285  | 292  | 169  |

La commune est dans le Gaillacois, une petite région agricole au sous-sol argilo-graveleux et/ou calcaire dédiée à la viticulture depuis plus de 2000 ans, située dans le centre-ouest du département du Tarn. En 2020, l'orientation technico-économique de l'agriculture  sur la commune est la culture de céréales et/ou d'oléoprotéagineuses. Cinq exploitations agricoles ayant leur siège dans la commune sont dénombrées lors du recensement agricole de 2020 (12 en 1988). La superficie agricole utilisée est de 169 ha,,.

## Culture locale et patrimoine

### Lieux et monuments
- Église Saint-Denis de Loubers. L'édifice a été inscrit au titre des monuments historiques en 1978[29].

### Famille Guerin
La famille Guerin en Albigeois est originaire d'Auvergne. 
- Noble Pierre de Guerin, seigneur de Senthies et de Rhinodes s'établit en Albigeois vers 1540. Il fit son testament en faveur de Jean, son fils le 29 mars 1578 et mourut dans son château de Laval la même année. Il avait épousé le 4 mars 1553 Isabeau de Lisle, fille de Raimond de Lisle, seigneur de la Valette dont il eut entre autres :
- Jean de Guerin, seigneur de Senties, capitaine d'une compagnie de gens à pied qu'il commanda avec succès contre les ennemis du roi, défendit aussi le bourg de Loubers suivant une attestation des jurats de cette ville du 10 avril 1590. Il commanda à Andillac qui étaient ordonnées dès le 25 août 1588, fit son testament le 31 octobre 1603 et mourut dans son château du Cayla. Il avait épousé par contrat le 17 avril 1583 Jeanne de la Peyre, fille de Antoine de la Peyre gouverneur du Puy Cely dont il eut :
- Georges de Guerin, seigneur de Senties et de Cayla. Il fit son testament le 11 novembre 1642, après avoir été marié par son père le 25 août 1613 à Fleurette de Verdun. Il eut au moins 3 enfants :

1. Guillaume de Guerin, seigneur de Cayla et de Senties, maintenu dans la noblesse, avec ses frères, par M. de Bezons, intendant du Languedoc le 26 novembre 1668 ;
2. Jean de Guerin ;
3. George de Guerin.